# Un año después
One Year Later (trad. Un año después) es un arco argumental de cómics estadounidenses de 2006 que transcurre en títulos publicados por DC Comics. Como lo implica su título, la trama gira alrededor de un salto narrativo del Universo DC exactamente un año hacia el futuro tras los eventos del arco argumental de «Crisis Infinita», para explorar cambios importantes dentro de las continuidades de las diferentes series dentro de la gama de DC Comics.

## Sinopsis
Tras los acontecimientos del arco argumental de «Crisis Infinita», cada serie de DC Comics avanzó un año dentro de la historia. Los acontecimientos ocurridos durante el año faltante aparecieron en tiempo real en la serie semanal 52 (donde cada número narraba los eventos de una semana). El arco argumental de «Un año después» inició en marzo de 2006, la misma semana en que Crisis Infinita #5 salió a imprenta, y antes del primer número de 52. La mayoría de los primeros números de las series que llevaban el logotipo de «Un año después» sirvieron como las primeras partes de arcos argumentales de varios números e incluyeron cambios importantes en el statu quo de cada personaje, cambios que a menudo se dejaban intencionalmente sin explicación, en tanto tales detalles habrían de llenarse en los números restantes de Crisis Infinita y en la serie 52.
Numerosos héroes destacados desaparecieron o estuvieron inactivos durante la mayor parte del año cuando comenzaron los números de «Un año después». Entre los héroes que se sabe que desaparecieron durante el año faltante estuvieron Aquaman, Batman, Escarabajo Azul, Flecha Verde, Hombre Halcón, Detective Marciano, Nightwing, Robin, Superman y Mujer Maravilla. Si bien Flash desapareció, Jay Garrick siguió protegiendo Keystone City en su ausencia.

### La Trinidad de DC
La ausencia de un año de los tres superhéroes más prominentes del universo DC (Superman, Batman y Mujer Maravilla) y su retorno al servicio activo constituyeron una parte importante tanto de la serie «Un año después» como de la serie 52.

#### Superman
El arco argumental de Superman «Up, Up and Away!», fue escrito a dos manos por Geoff Johns y Kurt Busiek, con ilustraciones de Pete Woods (y dos números a cargo de Renato Guedes) y portadas de Terry y Rachel Dodson. El arco introductorio de ocho partes y cuatro meses de duración se publicó en Action Comics #837–840 y en Superman #650–653. La historia se centra en un Clark Kent que, habiendo perdido sus poderes en el clímax de Crisis Infinita, usa sus habilidades como periodista para defender a Metrópolis tanto del crimen organizado como de Lex Luthor, quien acaba de quedar en bancarrota y en deshonra a raíz de sus acciones en la serie 52. No obstante, Superman comienza a recuperar poco a poco sus poderes, justo a tiempo para enfrentarse al resentido Luthor que intenta vengarse de Metrópolis con la ayuda de tecnología de batalla kryptoniana robada y de versiones rediseñadas del Juguetero y del Hombre de Kryptonita.

#### Batman
El arco argumental de Batman «Face the Face», fue escrito por James Robinson, con ilustraciones de Leonard Kirk y Don Kramer. Se publicó en las series Detective Comics #817–820 y Batman #651–654.
La historia gira sobre el regreso de Batman y Robin a Gotham City tras un año de ausencia, y sobre su investigación de un misterioso grupo de supervillanos de bajo rango (que incluye a Ventrílocuo y el KGBestia) que están asesinando justicieros. Estos villanos parecen estar conectados con Harvey Dent, quien se ha reformado y a quien se le ha dado por luchar contra el crimen en nombre de Batman durante su ausencia. Confirman que Dent no es el responsable de los asesinatos, y que el autor intelectual es de hecho el Gran Tiburón Blanco, quien durante el año previo se estableció como jefe criminal reinante de Gotham. (La mayoría de justicieros asesinados habían estado trabajando para Pingüino, que estaba ausente). No obstante, el estrés, la paranoia y el resentimiento resultantes de Dent producto de estar bajo sospecha llevan al regreso de su personaje de «Dos Caras» con todo y sus cicatrices autoinfligidas, regresándolo así a su vida de crimen. En el número final, Bruce Wayne se ofrece a adoptar como su hijo al tercer Robin, Tim Drake (ahora llamado Red Robin), tras la muerte de sus padres y los acontecimientos de la Crisis.
Además del regreso de Dos Caras, también reaparecieron  en «Un año después» varios otros elementos importantes del mito de Batman que habían sido previamente suprimidos o retirados, entre ellos el regreso de James Gordon como comisionado de policía de Gotham así como el del detective Harvey Bullock.

#### Mujer Maravilla
A diferencia de las series de Batman y Superman, Mujer Maravilla se reintrodujo con un nuevo volumen y un # 1 en junio de 2006. El arco argumental introductorio se tituló « Who is Wonder Woman?» y fue escrito por Allan Heinberg, con ilustraciones de Terry y Rachel Dodson.
En la historia, se muestra que Donna Troy asumió el título de Mujer Maravilla en ausencia de Diana, a la vez que se muestra que Diana ha aceptado un puesto gubernamental en el Departamento de Asuntos Metahumanos bajo el alias de Diana Prince a instancias de Batman. Está bajo el mando de Sargento Steel e irónicamente se le asigna a la misión de rescate de la nueva Mujer Maravilla, que ha sido capturada por varios de los enemigos con superpoderes de la Mujer Maravilla, quienes exigen que les entreguen a la Mujer Maravilla «real». En el caso, Diana tiene como compañero a un reacio Tom Tresser, conocido también como Némesis. Dentro de la historia se revelan que antes de ser admitida en el departamento, Diana fue asimismo fotografiada en compañía de un místico oriental cuyo nombre en código es I Ching, y que la Corte Penal Internacional ha retirado los cargos en su contra por la muerte de Maxwell Lord. La historia concluyó en 2007, en el primer número Anual de la serie.

## Historias
- Linterna Verde lidera un asalto contra los Manhunters de los Guardianes y contra su nuevo líder autoproclamado, el Cíborg Superman, y en el proceso logra liberar a Ke'Haan, Laira, Chance, Honnu, Graf Toren, el General Kreon y Boodikka, Linternas Verdes perdidos (o presuntamente muertos) de su época de renegado.[4] Poco después se reincorporan a los Green Lantern Corps.[5]
- Aparece un nuevo Aquaman (llamado Arthur Joseph Curry) y se alía con Rey Tiburón y con el Habitante de las Profundidades. El Aquaman original (Orin) ha desaparecido misteriosamente.[6]
- Debuta una Patrulla Condenada revisada. [7]
- Bart Allen se convierte en el nuevo Flash.[8]
- Capitán Átomo es encarcelado en Blüdhaven por parte de los militares.
- Inicialmente, Dick Grayson y Jason Todd operan en Nueva York como Nightwing, pero Jason usa fuerza letal.[9] Jason regresa con el tiempo a la identidad de Red Hood.
- Hombre Halcón ha estado desaparecido durante un año y Chica Halcón ha tomado su lugar como protectora de St. Roch.[10]
- Lorraine Reilly reemplaza al profesor Martin Stein como miembro componente de Firestorm, que ha desaparecido misteriosamente.[11]
- Lady Shiva [12] y Gitana[13] se unen al equipo de Oracle en Birds of Prey. Canario Negro regresa y Lady Shiva adopta a Bethany Thorne, hija de Matthew Thorne, el Doctor Crimen, como su alumna.
- Oliver Queen es alcalde de Ciudad Estrella y lleva un año sin aparecer en público como Flecha Verde.[14]
- Cassandra Cain, bajo la influencia de Deathstroke the Terminator, se ha convertido en la nueva líder de la Liga de Asesinos.
- Robin lidera los Jóvenes Titanes, que ahora incluyen a Cyborg, Kid Devil y Ravager (Rose Wilson).[15] Los misteriosos nuevos Titanes del Este tienen su sede en Nueva York. Robin está intentando en secreto reclonar a Superboy, quien murió durante Crisis Infinita.[15] Beast Boy y Raven rompieron y abandonaron el equipo.[15]
- Holly Robinson, amiga de Selina Kyle, la reemplaza como Catwoman. Selina, que ahora usa el alias Irena Dubrovna, da a luz a una hija llamada Helena.[16]
- Supergirl y Power Girl trabajan juntas como Nightwing (Power Girl) y Flamebird (Supergirl) en la ciudad embotellada de Kandor. [17]
- Se cree que los Outsiders están muertos, pero continúan su trabajo de incógnito. Los miembros, liderados de nuevo por Nightwing (Dick Grayson), incluyen a Grace, Thunder, Katana, Metamorfo y Capitán Bumerang.[18]
- Vándalo Salvaje aterriza de emergencia en la Tierra sin su inmortalidad y descubre que solo le quedan 11 días de vida.[19] Busca a Alan Scott para librar una última batalla y falla. Salvaje acabada devorando el clon que utilizó en su plan, alargando su vida un año más. [20]
- Se forma una nueva Liga de la Justicia con diez miembros, entre ellos Superman, Batman y Mujer Maravilla.
- Jaime Reyes, el nuevo Escarabajo Azul, despierta en el desierto de Arizona[21] y se sorprende al saber que ha pasado un año desde el ataque a Brother Eye.[22]
- Los Global Guardians reclutan nuevos miembros, entre ellos Jet y Gloss de Nuevos Guardianes, Freedom Beast, la tercera Crimson Fox, el héroe sirio Sandstorm y una nueva Manticore.[23]
- Bruno «Feo» Mannheim lanza muchas esferas de energía voladoras en Metrópolis para intentar destruir a Superman. Luego aumenta hasta adquirir un tamaño colosal y, antes de teletransportarse, le dice a Superman que ahora «tiene un nuevo maestro, más poderoso que Darkseid».[24]
- Debuta una nueva Sociedad de la Justicia de América, liderada por Alan Scott, Jay Garrick y Ted Grant.[25]
- Donna Troy se convierte en la nueva Mujer Maravilla [26] mientras que Hércules reemplaza a la Mujer Maravilla como agente del Olimpo.[27]
- «1.001 años después», Supergirl aparece en el siglo XXXI y es venerada como miembro de la familia Superman. A su llegada, concluye que está soñando y que en realidad no está en el futuro.[28] La Legión de Superhéroes cree que simplemente se ha convencido a sí misma de pensar que es la Supergirl del siglo XXXI, pero aun así la aceptan como nuevo miembro.[29]

### Cancelaciones
De acuerdo con los acontecimientos de Crisis Infinita y de 52, DC Comics canceló algunas de sus series de larga duración, entre ellas; Mujer Maravilla vol. 2, El Flash vol. 2 (que se reinició tras la muerte de Bart Allen), Gotham Central, Batman: Gotham Knights, Hombre Plástico, JLA, Superman vol. 2 y Batgirl.

### Cambios de nombre
- Adventures of Superman pasó a llamarse simplemente Superman, restaurando el título original de esta serie con el número 650.
- Aquaman se convirtió en Aquaman: Sword of Atlantis con el número 40, protagonizado por un nuevo personaje principal.
- Firestorm pasó a llamarse Firestorm: The Nuclear Man desde el número 23 en adelante.
- Hombre Halcón pasó a llamarse Chica Halcón a partir del número 50 en adelante.
- Legión de Super-Héroes pasó a llamarse Supergirl and the Legion of Super-Heroes a partir del número 16.[30] El título también utilizó el logotipo de «1001 años después» en varios números.

### Series nuevas
En tanto eran títulos nuevos, muchos de los siguientes no incluyeron el rótulo de «Un año después» para indicar un salto en el tiempo desde el número anterior.
Spin-offs de la miniserie Countdown to Infinite Crisis :
- Checkmate fue una serie en curso derivada de Proyecto OMAC, con el guionista Greg Rucka y el dibujante Jesús Saiz. La serie terminó con el número 31 en octubre de 2008.
- Seis Secretos es una serie limitada de seis números derivada de Villains United, con la escritora Gail Simone y el artista Brad Walker. En septiembre de 2008 comenzó una serie en curso.
- Shadowpact se lanzó como una serie en curso derivada de Day of Vengeance, con el escritor y artista Bill Willingham. Concluyó en mayo de 2008 con el número 25.

Secuelas de Crisis Infinita:
- Escarabajo Azul tiene un nuevo personaje que sigue los pasos de Ted Kord, escrito por Keith Giffen y John Rogers, con dibujos de Cully Hamner. La serie concluyó en febrero de 2009 con el número 36.
- Crisis Aftermath: The Battle for Blüdhaven es una serie limitada de seis números escrita por Jimmy Palmiotti y Justin Grey, con dibujos de Dan Jurgens y Palmiotti.
- Crisis Aftermath: The Spectre es una serie limitada de tres números escrita por Will Pfeifer con dibujos de Cliff Chiang.
- Ion es una serie limitada de 12 números derivada de Linterna Verde y Rann-Thanagar War, con el escritor Ron Marz y el dibujante Greg Tocchini.

Relanzamientos :
- The Flash: Fastest Man Alive comenzó con los primeros siete números escritos por Danny Bilson y Paul De Meo (productores de la serie de televisión Flash de los años 90) con dibujos de Ken Lashley. Con la muerte del cuarto Flash, Bart Allen a manos de los Renegados en el número 13, y el subsecuente regreso de Wally West al universo DC, este título volvió a llamarse El Flash, y retomó su numeración previa al cambio de nombre. Así, The Flash #231 se lanzó en agosto de 2007 y se publicó hasta diciembre de 2008 con el número #247. El título se interrumpió antes del lanzamiento de The Flash: Rebirth en abril de 2009. Una renumeración posterior de un nuevo título de Flash que narra las nuevas aventuras de Barry Allen comenzó en abril de 2010, pero finalizó en el número 12 antes del evento Flashpoint DC Comics. Un nuevo título de Flash comenzó en septiembre de 2011 como parte de la decisión de DC Comics de relanzar 52 títulos a partir del número 1.
- Green Lantern Corps es una serie en curso derivada de Green Lantern Corps: Recharge, que comenzó en abril de 2006. Llegó a su fin con el número 63 en agosto de 2011, antes de la decisión de DC Comics de relanzarla como parte de 52 títulos a partir del número 1 en septiembre de 2011.
- Justice League of America, una serie en curso derivada de JLA, comenzó en julio de 2006, escrita por Brad Meltzer y dibujada por Ed Benes. Concluyó en agosto de 2011 con el número 60 antes de la decisión de DC Comics de relanzar 52 títulos a partir del número 1 en septiembre de 2011, del cual sería parte un nuevo título de Liga de la Justicia de América.
- Mujer Maravilla, volumen 3, comenzó en junio de 2006 con el escritor Allan Heinberg y el artista Terry Dodson . Se relanzó desde el número 1 en septiembre de 2011 como parte de la decisión de DC Comics de relanzar 52 títulos a partir del número 1.
- JSA fue cancelada con el número 87 para ser reemplazada por una nueva serie de Justice Society of America escrita por Geoff Johns, con dibujos de Dale Eaglesham y portadas (y co-planificación de la historia) de Alex Ross.

Brave New World:
- DCU: Brave New World es un cómic especial de 80 páginas que muestra seis de los nuevos títulos planeados: Uncle Sam and the Freedom Fighters, OMAC, Detective Marciano, Trials of Shazam, The All-New Atom y The Creeper. Las dos últimas páginas revelan la existencia de los Monitores.
  - The All-New Atom fue una serie en curso, que comenzó en julio de 2006, escrita por Gail Simone y dibujada por John Byrne . Concluyó en julio de 2008 con el número 25.
  - Creeper es una serie limitada de seis números que comenzó en agosto de 2006, escrita por Steve Niles y dibujada por Justiniano .
  - Martian Manhunter es una serie limitada de ocho números que comenzó en agosto de 2006, escrita por AJ Lieberman y dibujada por Al Barrionuevo.
  - OMAC es una serie limitada de ocho números que comenzó en julio de 2006, escrita por Bruce Jones y dibujada por Renato Guedes .
  - The Trials of Shazam! es una serie limitada de 12 números que presenta a toda la «Familia Marvel» (Capitán Marvel, Mary Marvel y Capitán Marvel Jr.); Es una serie derivada de Day of Vengeance e Infinite Crisis, que comenzó en julio de 2006, escrita por Judd Winick y dibujada por Howard Porter.
  - Tío Sam y los Combatientes de la Libertad es una serie limitada de ocho números derivada de Crisis Aftermath: Battle for Blüdhaven, que comenzó en agosto de 2006, escrita por Jimmy Palmiotti y Justin Gray con dibujos de Daniel Acuña . En septiembre de 2007 se lanzó una segunda serie limitada de ocho números, escrita por Jimmy Palmiotti y Justin Gray con dibujos de Renato Arlem, que tenía algunos vínculos con la serie anterior.

Reemplazos de títulos cancelados :
- Batman Confidential era una serie en curso con equipos creativos rotativos. Concluyó en marzo de 2011.
- Superman Confidential era una serie en curso con equipos creativos rotativos. Fue cancelado en abril de 2008.

En julio de 2006, la mayoría de los títulos de DC Comics concluyeron sus arcos argumentales de «Un año después» y a partir de entonces no llevaron la viñeta de «Un año después» en sus portadas.

## Eventos importantes del año faltante

### Aquaman
A la misteriosa desaparición de Aquaman le siguió la llegada de un tal Arthur Joseph Curry. El origen de este nuevo Arthur parece ser similar al de Aquaman de la Edad de oro. Arthur se reúne con 'El Habitante,' que tiene una mano encantada similar a la de Orin y de quien se ha confirmado que es el Aquaman original. 'El Habitante' también le cuenta a Arthur sobre su futuro, que parece estar describiendo eventos pasados que involucraban al Aquaman original.

### Tratado de libertad de poder
Hay un nuevo Tratado de Libertad de Poder. Si bien no se han detallado sus detalles ni su estructura, parece imponer límites a las actividades de los héroes fuera de sus países de origen. Hal Jordan, que ha roto el tratado en numerosas ocasiones, es en consecuencia considerado un criminal por la mayoría del mundo. Se ha confirmado que los únicos afectados por el Tratado son la Brigada de los Rocket Red, Linterna Verde Hal Jordan y los Outsiders (Green Lantern #10, 2006). Los Outsiders operaban ilegal y clandestinamente y todos los miembros actuales en ese momento (excepto Nightwing) eran dados por muertos por el público en general. Además de esto, el gobierno chino ha conformado un superequipo llamado los Grandes Diez en el año transcurrido y trabajan actualmente en un programa de supersoldados.

### Gotham City
James Gordon ha regresado al cargo de comisionado de policía de Gotham City. Si bien los detalles exactos siguen aún por revelarse, se sabe que su regreso—así como el de Harvey Bullock—al departamento de policía de Gotham City se produjo tras la resolución de un importante caso de corrupción en el departamento por parte de Bullock. Harvey Dent, creyéndose sano de los problemas de psicosis y trastorno de personalidad múltiple que crearon su lado de Dos Caras, ha estado a cargo de mantener a Gotham segura como resultado de un acuerdo con Batman.

### Monumentos de Superboy
Se han erigido estatuas al héroe caído en al menos dos sitios:
- En Metrópolis, a la estatua de Superman sosteniendo un águila que data de su primera batalla con Doomsday se le unió una estatua de Superboy (como se ve en Action Comics #837), en honor a su sacrificio y acciones durante Crisis Infinita. 52 #1 muestra el monumento, aparentemente erigido apenas unos días después de la muerte de Superboy.
- Se ha erigido una segunda estatua en San Francisco, frente a la Torre de los Titanes.

## Consecuencias
Las repercusiones de Un año después todavía se sienten en la actualidad en el universo DC de diversas maneras.
Uno de los sucesos más notables como consecuencia de Crisis Infinita y Un año después fue el cambio en el comportamiento de Batman, que se ha tornado más tolerante con las opiniones de los demás, es más cortés y pide disculpas a sus aliados cuando comete errores de juicio. Con todo, esto no cambia su aproximación hacia el crimen. Si bien ha «suavizado» su manera de tratar a sus amigos, podría decirse que ha endurecido su manera de lidiar con sus enemigos (p. ej., arrojando con fuerza al Joker a un contenedor de basura después de recibir un disparo en la cabeza, para luego comentar que «deb[ió] haberlo confundido con basura»).
Muchos componentes de la Edad de Plata de los cómicos fueron reintroducidos en Superman y su elenco secundario. Elementos reconocibles de esta era que no estaban incluidos en la continuidad antes de Crisis Infinita incluyen el personaje de Mon-El, el diseño interior de la Fortaleza de la Soledad, Superman empezando su carrera siendo llamado «superchico» (y sin uniforme) y su membresía como adolescente en la Legión de Superhéroes. Las historias empezaron asimismo a parecerse estéticamente a las películas de Superman, utilizando el mismo diseño exterior para la Fortaleza de la Soledad, además de dibujar a Jor-El más parecido al actor Marlon Brando. Estos cambios también acercaron las historias actuales de Superman a la serie de televisión Smallville, que incorpora muchos de los mismos elementos de los cómics clásicos y de las películas.
Mujer Maravilla mantiene activamente su identidad secreta a la vez que tiene una relación de coquetería con Némesis, un compañero de trabajo en el Departamento de Asuntos Metahumanos. El final del arco argumental «¿Quién es la Mujer Maravilla?» estableció que su identidad secreta es ahora una transformación tanto física como estética: como «Diana Prince», es físicamente una humana común y corriente y recupera sus poderes sólo cuando se transforma en Mujer Maravilla (dando giros similares a los utilizados en la serie de televisión Mujer Maravilla de la década de 1970).
El tiempo de Bart Allen como Flash constituyó uno de los sucesos de menor duración, en tanto la nueva serie por él protagonizada duró apenas 13 números, el último de los cuales incluyó su muerte. A partir de entonces, su predecesor Wally West retomó el manto del Velocista Escarlata. Muchos héroes, en particular los miembros de los Jóvenes Titanes, lloran su pérdida. Esto ha conducido asimismo a una trama secundaria en la serie semanal de DC Countdown to Final Crisis, en la que se muestra a muchos héroes buscando activamente a los Renegados que fueron responsables de la muerte de Allen.
Los miembros de los Green Lantern Corps que fueron rescatados de Biot, el mundo natal del Manhunter, siguen despreciando a Hal Jordan por sus acciones como Parallax. Debido a esto, varias camarillas personales se han formado entre ciertos Linternas que cuestionan que Jordan siga entre ellos. Jordan es defendido a menudo por Guy Gardner, miembro de la Guardia de Honor de los Linterna Verdes. Los Linternas perdidos demostraron ser valiosos Linternas de campo en el frente de batalla de la Guerra de los Sinestro Corps, y algunos de ellos se unieron a las filas de los Linternas Alfa.